# Trama Throckmorton
La Trama de Throckmorton de 1583 fue uno de los varios intentos de los católicos ingleses para deponer a Isabel I de Inglaterra y sustituirla en el trono inglés por la católica María, de Escocia, quien por entonces permanecía recluida en Inglaterra desde 1568.
La trama lleva el nombre del conspirador clave, Sir Francis Throckmorton, primo de Bess Throckmorton, dama de la reina Isabel. Francis fue arrestado en noviembre de 1583 y ejecutado en julio de 1584.

## Objetivos

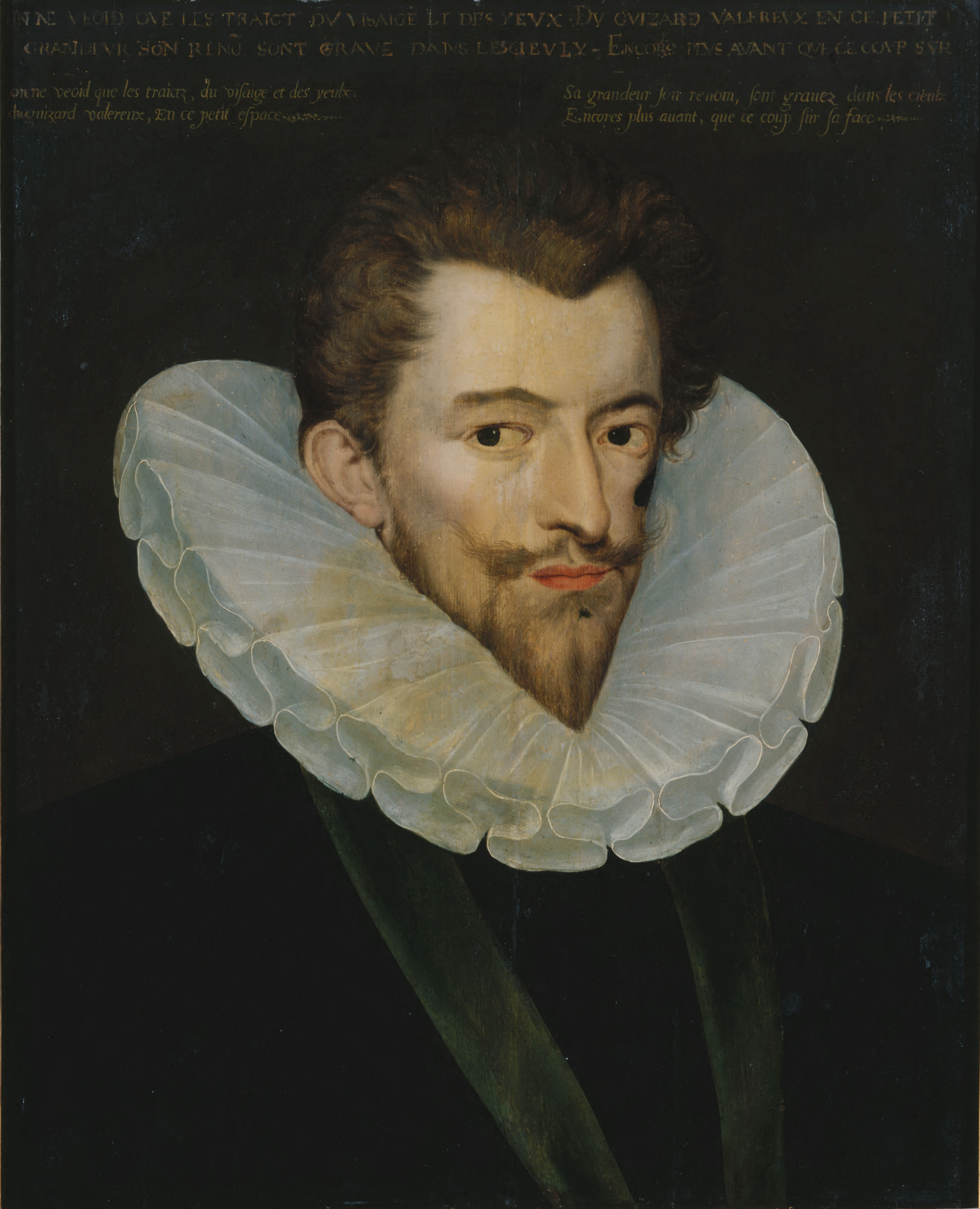
Enrique, Duque de Guisa

El plan tenía como objetivo liberar a María, bajo arresto domiciliario en Inglaterra, para sustituir a la reina Isabel en el trono inglés y restaurar en el reino la religión católica. Eso se lograría mediante la invasión de Inglaterra por el duque francés de Guisa, apoyado por los españoles, y con la revuelta simultánea de los católicos ingleses. 
Guisa contraería matrimonio con María y sería el rey consorte. Guisa era jefe de la Liga Católica, personaje clave en las Guerras de Religión de Francia y uno de los responsables de la masacre del Día de Bartolomé de 1572. Odiado por los protestantes de toda Europa tal vez era el candidato menos idóneo para cambiar las cosas en Inglaterra.
Throckmorton fue puesto bajo vigilancia casi tan pronto como regresó a Inglaterra, y la trama nunca se llevó a cabo.

## Sucesos

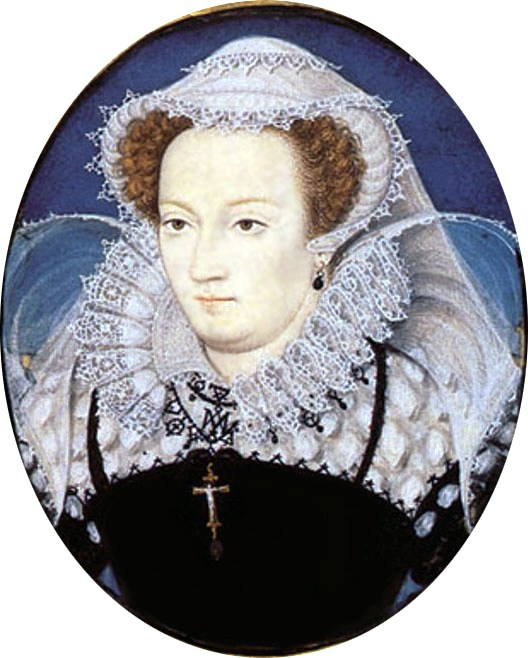
María I, Reina de Escocia, hacia 1578

Francis Throckmorton (1554-1584) pertenecía a una prominente familia católica inglesa, siendo su padre John Throckmorton un juez y testaferro de la reina María. En su viaje a Europa, de 1580 a 1583, acompañado de su hermano Thomas, visitaron París donde estuvieron en contacto con los católicos ingleses exiliados Charles Paget y Thomas Morgan. Ambos eran agentes de María, y también participaron en la trama de Babington de 1586.
Después de regresar a Londres en 1583, Francisco fue mensajero entre la reina María, Morgan y Bernardino de Mendoza, embajador de Felipe II de España en Londres. La correspondencia se envió a través de la embajada de Francia en Londres. Un agente isabelino infiltrado en la embajada informó a Francis Walsingham, Secretario de Estado de Isabel. En noviembre, Throckmorton fue detenido. Se le encontraron documentos comprometodores, entre ellos listas de católicos ingleses participantes en la trama.
Poco antes de su arresto, Francis logró enviar en un ataúd otros documentos para Mendoza; se ha sugerido que esto era exactamente lo que Walsingham esperaba que Francis hiciera. El joven Throckmorton era un personaje menor, pero cuya importancia radicaba en confirmar el alcance de la participación española en el intento por derrocar a Isabel I.
Mendoza, que gozaba de inmunidad diplomática, fue expulsado en enero de 1584; Fue el último embajador español en Inglaterra durante la era isabelina, al año siguiente estallaría la guerra anglo-española (1585-1604). Después de ser torturado para asegurarse de que había revelado la mayor cantidad de información posible, Throckmorton fue ejecutado en julio de 1584. Su hermano Thomas y muchos otros lograron escapar; algunos fueron encarcelados en la Torre de Londres, pero Francis fue el único ejecutado.

## Consecuencias
María fue puesta bajo estricto confinamiento en Chartley Hall, en Staffordshire, mientras que Walsingham y Lord Burghley redactaron el Bond of Association (Vínculo de asociación), documento por el que los firmantes estaban obligados a ejecutar a cualquiera que intentara usurpar el trono o asesinar a la Reina Isabel. María misma fue una de las firmantes, lo que más tarde sirvió de base para su condena y ejecución por el complot de Babington de 1586.
Muchos participantes en las conspiraciones de Babington y de la Pólvora estaban relacionados por sangre o matrimonio con Francisco Throckmorton, entre ellos Robert Catesby y Francis Tresham. Otra Throckmorton, Bess Throckmorton (1565-1647), casó en secreto con Sir Walter Raleigh (1554-1618).